# Leo Guit
Leonardus Franciscus (Leo) Guit ('s-Gravenhage, 16 december 1884 - 's-Gravenhage, 6 november 1937) was een Haags Katholiek vakbondsman en politicus.
Leo Guit was een zoon van de schoenmaker en ambtenaar Philippus Guit en Elisabeth Johanna Jansen. Buiten de lagere school, genoot hij geen formele opleidingen, behalve zelfstudie en cursussen. Hij ging al op jonge leeftijd in de leer als timmerman, een beroep waarin hij tot 1907 actief zou blijven, tot hij de overstap maakte naar de Gemeentelijke Telefoondienst in Den Haag.
In 1918 werd hij bestuurder (bezoldigd) bij de Nederlandsche R.K. Bond van Overheidspersoneel "Sint Paulus" (tot 1929), en tussen 1919 en 1937 was hij tevens voorzitter. Hij was ook vicevoorzitter van de R.K. Volksbond te Den Haag, secretaris van de R.K. Centrale van Burgerlijk Overheidspersoneel (1919-1937) en bestuurslid van diverse andere Rooms-Katholieke vakbondsorganisaties. Daarnaast was hij enige tijd medewerker bij De Volkskrant en lid van haar Raad van Commissarissen.
Vanaf 1914 was hij ook al politiek actief, als voorzitter van de regionale afdeling van de Roomsch-Katholieke Staatspartij in 's-Gravenhage. Van 1919 tot 1937 was hij lid van de Haagse gemeenteraad en van 1924 tot 1931 van de Provinciale Staten van Zuid-Holland. In 1929 werd hij namens de RKSP in de Tweede Kamer der Staten-Generaal gekozen. Hij hield zich hier voornamelijk bezig met PTT-zaken en ambtenarenaangelegenheden. Hij behoorde tot de linkervleugel van zijn fractie (Sint-Michaëlsbeweging), die zich tegen het sociale beleid uit de jaren twintig keerde. Hij stemde in 1930 met een minderheid van zijn fractie voor het aangenomen amendement-Boon die de benoeming van vrouwen tot burgemeester of gemeentesecretaris mogelijk maakte. In 1932 behoorde hij tot de minderheid van zijn fractie die tegen een wetsvoorstel betreffende de korting van de salarissen van het gemeentepersoneel stemde; uit onvrede over de bezuinigingen op de ambtenarensalarissen door het Kabinet-Ruijs de Beerenbrouck III verliet hij op 1 oktober 1932 de Kamer.
Guit trouwde in 1909 met Cornelia Maria van den Berg. Na haar overlijden in maart 1920, trouwde hij in november datzelfde jaar met Maria Adriana Carbo. Uit beide huwelijken kwamen kinderen voort.